# Samshvilde
Samshvilde (en géorgien : სამშვილდე  , prononcez sɑmʃwildɛ) est une ville fortifiée en ruines. Ce site archéologique du sud de la  Géorgie est situé près du village homonyme dans la municipalité de Tetritskaro, de la région de Basse Kartlie. Les ruines de la ville, principalement des structures médiévales, s'étendent sur une zone de 2,5 km de long par 400 m de large dans la vallée de la rivière Khrami. Les monuments les mieux conservés sont l'église et une citadelle érigée sur un promontoire rocheux. 
Samshvilde est présentée dans les annales médiévales géorgiennes comme l'une des plus anciennes villes de l'ancienne Kartlie. Au Moyen Âge, c'était une place forte importante ainsi qu'une ville commerçante et industrielle animée. Elle a changé de mains plusieurs fois, et devint, à la fin du Xe siècle, la capitale des rois arméniens de Lorri, puis fut incorporé au royaume de Géorgie en 1064. À partir du milieu du XIIIe siècle, alors que la fortune de la monarchie médiévale géorgienne déclinait, Samshvilde perdit de son importance et fut réduit à un avant-poste militaire périphérique. À la fin du XVIIIe siècle, elle était en ruine. 

## Étymologie
Une explication de l'origine du nom de Samshvilde est proposée pour la première fois au Xe siècle par le chroniqueur arménien Hovhannès V de Draskhanakert. Le nom signifierait en géorgien « trois flèches »,  de Samis (« trois ») et mshvildi (« arc »). En fait, le toponyme est construit avec le préfixe "sa" et le suffixe "e"   et signifie "[une place] de l'arc".  

## Histoire

### Préhistoire
Samshvilde est au cœur d'un site naturellement protégé : un terrain rocheux au confluent des rivières Khrami et Chivchavi, à 4 km au sud de la ville de Tetritskaro. Une expédition archéologique de 1968 à 1970 a mis au jour deux couches de la culture Kouro – Araxe du début de l’ âge du bronze à Samshvilde, sur les pentes sud du mont Karnali, datant respectivement du milieu du IVe millénaire et du IIIe millénaire. Cette zone comprenait un site de peuplement, un cimetière ainsi qu'un bâtiment circulaire servant au culte. On y a découvert des poteries de l'âge du bronze et divers outils d'obsidienne.  

### Antiquité
D'après les Chroniques géorgiennes médiévales, Samshvilde était autrefois appelé Orbi, un château dont la fondation a été attribuée à Karthlos, l'ethnarque mythique des géorgiens de Karthlie . Lors de sa campagne en Géorgie, Alexandre le Grand l'aurait trouvé lourdement fortifié, mais l'aurait assiégé et conquis  . Au IIIe siècle av. J.-C., sous les rois de Karthlie (ou d'Ibérie pour le monde gréco-romain), Samshvilde est devenu le centre de l'une des sept subdivisions du royaume, dirigée par un eristavi (ou Duc), lors du découpage effectué par Pharnabaze, le premier roi de Karthlie (dans la liste traditionnelle).   Bien plus tard, le roi Artchil (411–435) a nommé son fils Mihrdat eristavi de Samshvilde. Mihrdat lui a ensuite succédé sur le trône de Karthlie. L'épouse iranienne de Mihrdat, Sagdoukht, convertie au christianisme, serait, d'après une chronique géorgienne, le commanditaire de l'église de Sioni de Samshvilde.  

### Moyen Âge

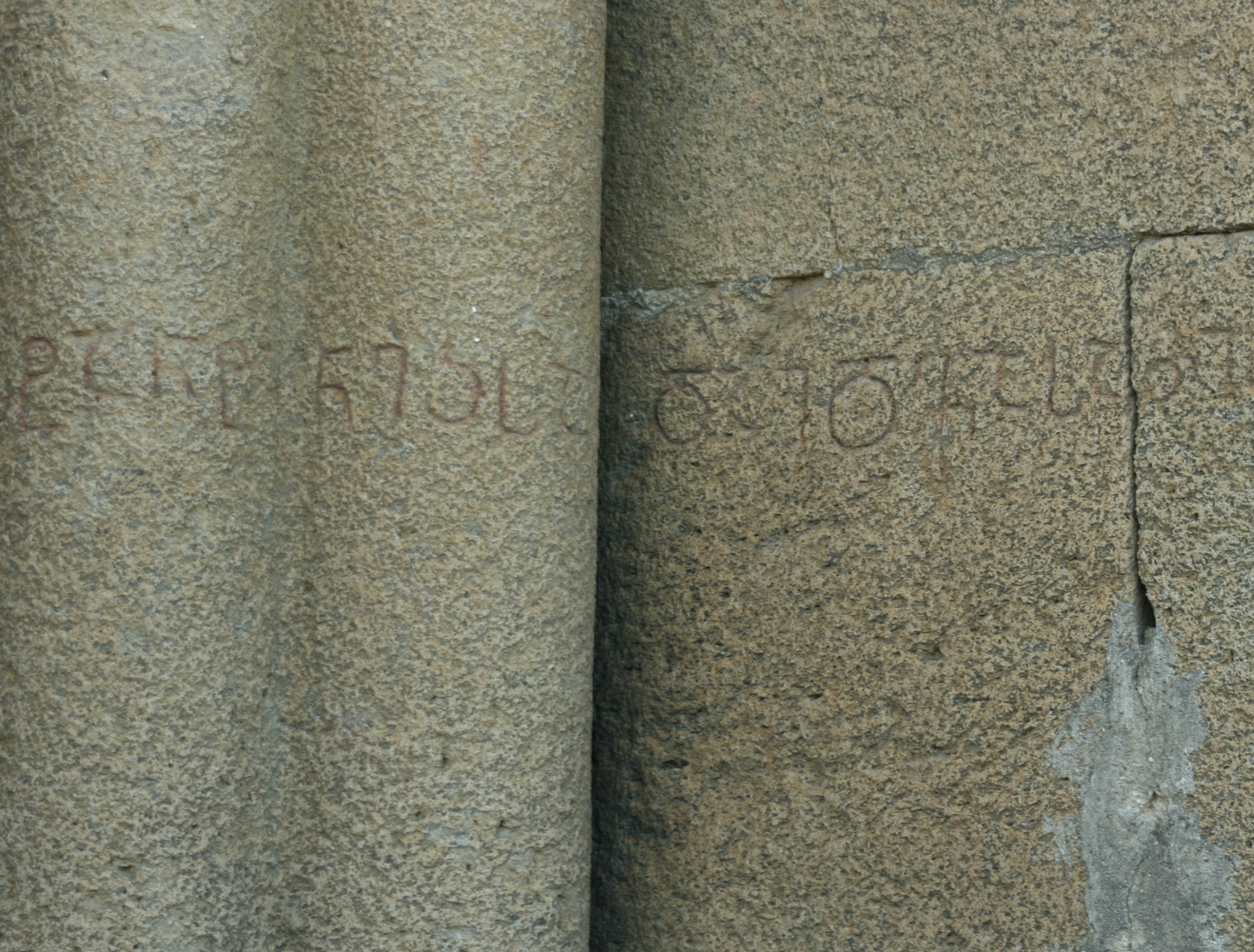
Une inscription géorgienne du VIIIe siècle de l'église Sioni de Samshvilde

Les frontières du duché de Samshvilde ont évolué au cours de l'histoire, la partie méridionale étant fréquemment disputée entre les rois de Karthlie et les rois voisins d'Arménie.  La ville elle-même est restée l'une des principales colonies de Karthlie. Avec Tbilissi et Mtskheta, Samshvilde est classée par Anania Shirakatsi comme l'une des trois principales villes de ce pays au VIIe siècle.  L'inscription géorgienne du VIIIe siècle sur l'église de Sioni, en  alphabet géorgien, mentionne deux personnes de la maison de pitiakhsh, dynastie locale de style iranien qui semble avoir été en possession de Samshvilde. À cette époque, la région autour de Samshvilde était sous l'influence du nouvel émirat musulman, basé à Tbilissi, l'ancienne capitale des rois de Karthlie.  À partir de ce moment, le contrôle de Samshvilde fut contesté par divers dirigeants géorgiens, arméniens et musulmans. 
Vers 888, Samshvilde était occupé par le roi Bagratide Smbat Ier d’Arménie, qui avait confié la ville à la charge des deux frères de la famille Gntuni : Vasak et Ashot. Les frères se sont révélés indisciplinés et le successeur de Smbat, Ashot II, a dû les ramener à la loyauté par la force des armes vers 915.  Vasak Gntuni était toujours mécontent et, vers 921, il rallie le prince géorgien Gurgen II de Tao, ce qui incite le roi Ashot à assiéger la forteresse. Alors qu'une force envoyée par Gurgen entrait dans la citadelle, des affrontements éclatèrent entre celle-ci et les hommes de Vasak en garnison dans la forteresse, qui finit par laisser l'armée de Ashot entrer. Dans le conflit qui suivit, les soldats de Gurgen survivants furent faits prisonniers et mutilés, et la ville renouvela son allégeance au roi arménien.  
À la fin du Xe siècle, Samshvilde passa à une famille cousine des Bagratides arméniens. Elle devint alors capitale du royaume de Lorri. À cause de cela, David I, roi de Lorri, fut appelé Samshvildari, c'est-à-dire "de Samshvilde" par un auteur géorgien du Moyen Âge.  En 1001, David s'est révolté, sans succès, contre l'hégémonie de son oncle, le roi Gagik Ier d'Arménie, qui, en représailles, au cours d'une campagne de trois mois, a ravagé Tashir, Samshvilde et la plaine des Géorgiens (Vrac'dast).   
Samshvilde a servi de capitale aux rois de Lorri jusqu'à ce qu'un membre de cette dynastie, Gourgen II, soit fait prisonnier par le roi Bagrat IV de Géorgie et doive se racheter en livrant Samshvilde aux Géorgiens en 1064.   Le fils de Bagrat, George II, concéda le contrôle de la ville à son puissant vassal Ivane Ier, duc de Kldekari, achetant ainsi sa loyauté, en 1073.  Dans l'année qui suivit, Samshvilde fut conquise par les seldjoukides sous Malik-Chah Ier  et resta leur avant-poste en Géorgie jusqu'au siège de 1110 mené par l’évêque George de Tchqondidi au nom du roi David IV de Géorgie.   Cela a forcé les seldjoukides à évacuer à la hâte les régions avoisinantes.  Puis, en 1123, David IV a accordé Samshvilde à son fidèle commandant, Ivane Orbeli. La ville est restée en possession du clan Orbeli, commandants en chef héréditaires du royaume de Géorgie jusqu'en 1178 où elle fut prise par l'armée du roi George III de Géorgie afin de mettre fin à leur tentative de révolte. 

#### Déclin
Samshvilde fut attaqué en 1236 par les envahisseurs Mongols lors de leur campagne contre Tbilissi, capitale de la Géorgie. En mars 1440, elle fut pillée par Jihan Shah, le chef des Qara Qoyunlu, indigné du refus d'Alexandre Ier de Géorgie de lui prêter allégeance. Selon l'historien contemporain Thomas de Metsop, Jihan Shah a capturé la ville assiégée "par la duperie" le jour de la Pentecôte et en a massacré la population, en construisant un minaret de 1 664 têtes humaines coupées à la porte de la ville; soixante prêtres, moines et nobles chrétiens ont été mis à mort pour leur refus d'apostasie. Même certains de ceux qui ont accepté de renoncer au christianisme n'ont pas été épargnés. Les survivants ont dû chercher refuge dans les forêts épaisses autour de Samshvilde. 
La ville ne s’est jamais complètement remise de ce choc et a perdu son importance, gardant uniquement sa mission de forteresse périphérique.  Après la désintégration finale du royaume de Géorgie dans les années 1490, elle fait partie du royaume de Karthli. De 1578 à 1583, Samshvilde fut occupé par l'armée ottomane sous Lala Mustafa Pacha lors de sa campagne victorieuse en Géorgie, puis elle fut récupérée par le roi Simon I de Karthli. En 1636, Rostom de Karthli accorda Samshvilde à son trésorier, Shiosh Khmaladze, et en 1693, Héraclius Ier de Karthli l'accorda à la noble famille Baratachvili. 
Samshvilde reprit de l'importance en 1747, lorsque le prince géorgien musulman Abdallah Beg fortifia la forteresse et recruta des mercenaires lezghiens dans le but de renverser  son parent chrétien, Teimouraz II du trône de Karthli. Les projets d'Abdallah Beg ont été contrecarrés par le fils de Teimuraz, Héraclius, qui prit d'assaut Samshvilde et le fit prisonnier en 1749. La ville fut alors laissée au frère cadet d'Abdallah Beg, Husayn Beg, qui, en 1751, reconnut l'autorité d'Héraclius II, devenu roi de Karthli, et fut réinstallé à Tbilissi. 

## Les monuments

Ruines de l'église Samshvilde Sioni en 2012.

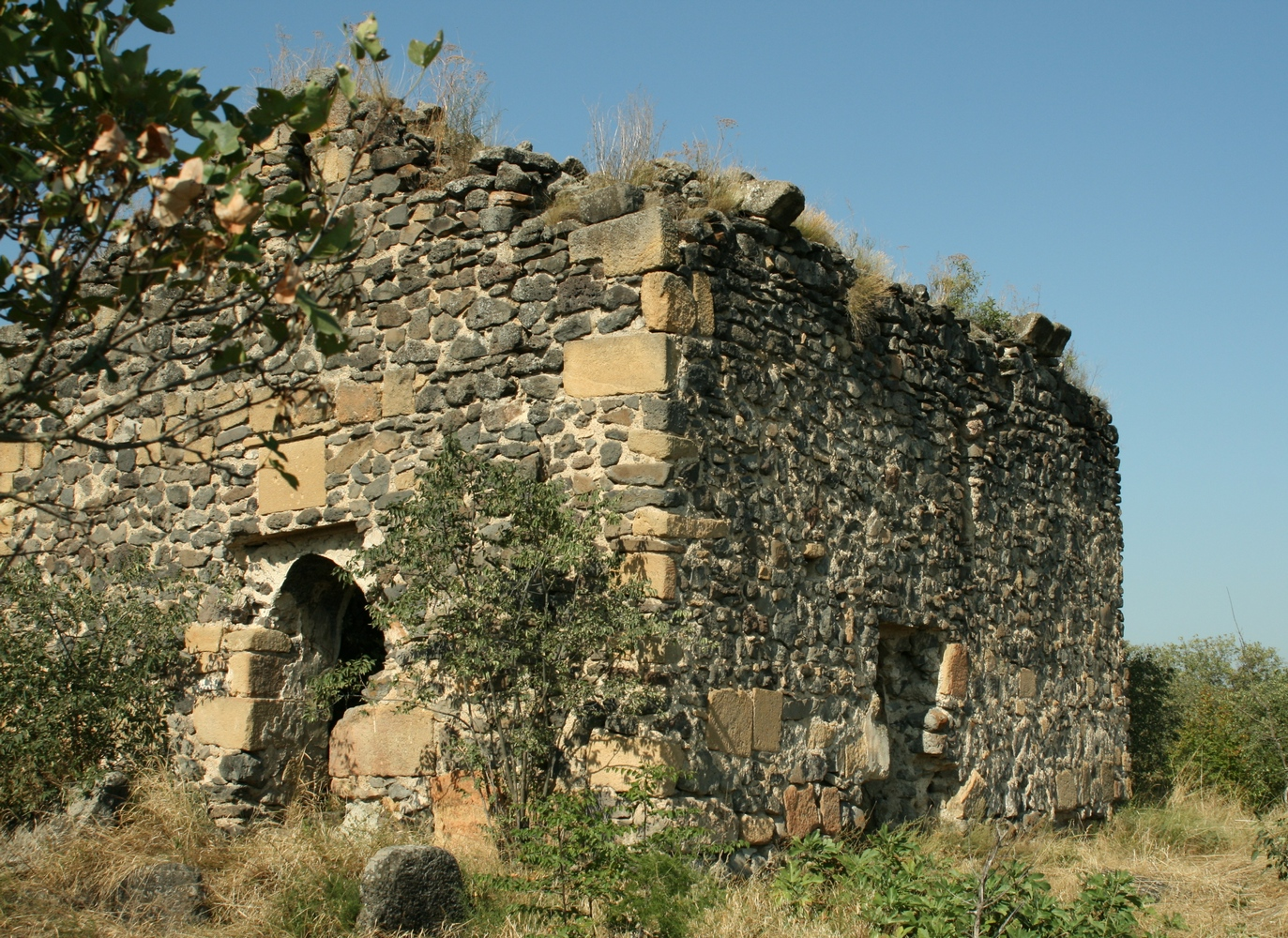
Une des églises en ruine du complexe Samshvilde.

Le site archéologique et les monuments architecturaux de Samshvilde sont inscrits sur la liste du patrimoine national de la Géorgie en tant que site de la ville de Samshvilde (ნაქალაქარი). L'étude archéologique de la région de Samshvilde a débuté en 1948 et des efforts systématiques en vue d'une meilleure conservation du site ont été lancés en 1978.  Dans les années 2000, la construction de grands pipelines internationaux dans la région a suscité de nouveaux projets archéologiques et de nombreuses découvertes préhistoriques,. L'étude de la plupart des structures de la fin du Moyen Âge et du début de l'époque moderne a été approfondie par l'expédition archéologique organisée par l'Université de Géorgie de 2012 à 2015. 
La ville occupe un secteur presque triangulaire sur un promontoire à la confluence de Khrami-Chivchavi et est divisée en trois grandes parties: la citadelle à l'est, sur un bord escarpé du promontoire, la ville à l'ouest, et la forteresse fortifiée entre les deux. Le site comprend, entre autres, les ruines de plusieurs églises, une citadelle, des palais, des maisons, un pont sur la rivière Chivchavi, des citernes d'eau, des bains, un cimetière. 
À l'intérieur des murs de la forteresse se trouve une petite église en pierre, appelée église de la Dormition, qui contient un grand menhir noir préhistorique, couvert de flammes de bougies, avec une croix et un texte arménien du XIe siècle mentionnant le prince Smbat. L'église Theogenida (mère de Dieu) domine la rivière Khrami. Elle fut probablement construite au XIIe ou au XIIIe siècle. Près d'elle se trouve une structure composée de quatre grosses pierres. 
La citadelle est composée de murs massifs, de tours et de trois grandes églises. Parmi celles-ci se trouve l’ église Sioni à coupole, aujourd'hui en ruine, le monument le mieux conservé de Samshvilde. La tradition médiévale attribue sa construction à la reine Sagdukht du Ve siècle, mais l'édifice existant remonte à 759–777, comme le suggère une inscription géorgienne de la façade orientale, mieux conservée, contenant des références aux empereurs byzantins contemporains Constantin V et Léon IV le Khazar. Il y a une autre inscription géorgienne presque entièrement illisible et très endommagée sur la façade sud et, à côté, un fragment en arménien identifiant le catholicos arménien Gevorg III Loretsi (1069-1072). Les formes architecturales strictes de l'église Samshvilde ressemblent à celles de l' église Tsromi du VIIe siècle à Shida Kartli. 
À l'ouest de l'église Sioni se trouve une basilique à trois nefs, probablement une église arménienne, construite en pierre basaltique sombre au Xe ou XIe siècle. La troisième église est conçue comme une église-halle, avec une abside en saillie et une inscription murale en géorgien, mentionnant le roi David IV de Géorgie (r. 1089-1125). 